# Philip Anschutz
Philip Frederick Anschutz (n. 28 de diciembre de 1939) es un empresario estadounidense. Anschutz compró a la compañía de su padre en 1961 y obtuvo grandes beneficios en Wyoming. Ha invertido en acciones, bienes raíces, ferrocarriles, compañías de entretenimiento, cofundador de la Major League Soccer, así como de múltiples equipos tales como Los Angeles Galaxy, Chicago Fire, Houston Dynamo, San Jose Earthquakes y NY/NJ MetroStars (ahora New York Red Bulls). Anschutz posee participaciones en Los Angeles Lakers, Los Angeles Kings y lugares como el Staples Center , estadio O2 Arena y The Home Depot Center . Anschutz también invierte en películas familiares como Las Crónicas de Narnia. Forbes lo clasifica como la persona más rica número 66 en los Estados Unidos, con un valor neto estimado de $ 10 mil millones en 2021.

## Primeros años
Anschutz nació en Russell, Kansas hijo de Frederick Benjamin "Fritz" Anschutz y Marian Pfister. Su padre invirtió en tierras de ranchos en Colorado, Utah y Wyoming y con el pasar del tiempo ingreso en el negocio de petróleo. Su abuelo Karl Anschütz era alemán del Volga, emigró de Rusia hacia Estados Unidos y comenzó el Banco del Estado agricultores en Russell, Kansas. 
Anschutz creció en Hays, Kansas con parte de su familia ubicada en Wisconsin (la ubicación de la exploración petrolera del negocio de su padre, donde vivía cerca de Bob Dole). En años posteriores, Philip contribuido a las campañas políticas de Dole, se graduó en la secundaria Wichita High School en 1957 y se graduó en 1961 con una licenciatura en negocios de la Universidad de Kansas, su primo era el presentador de noticias tiempo KCTV Wendall Anschutz.
Miembro de la Iglesia Evangélica Presbiteriana, es un conservador cristiano, él y su esposa Nancy a quien conoció cuando tenía 16 años tienen tres hijos. Philip Anschutz es un hombre un tanto solitario que prefiere permanecer en la sombra y no ha concedido una entrevista formal en más de 30 años.

## Ferrocarril y empresas petroleras
En 1984 entró en el negocio del ferrocarril con la compra del Río Grande Railroad holding, cuatro años más tarde en 1988 Rio Grande compró el ferrocarril Southern Pacific Railroad bajo su dirección, con la fusión de la Southern Pacific y de Union Pacific Corporation en septiembre de 1996 Anschutz se convirtió en Vicepresidente de Union Pacific. Antes de la fusión fue director de Southern Pacific desde junio de 1988 hasta septiembre de 1996 y presidente no ejecutivo de la Southern Pacific, de 1993 a septiembre de 1996, también fue director de la Corporación de Petróleo Bosque a partir de 1995, en noviembre de 1993 se convirtió en Director y Presidente del Directorio de Qwest trabajando como un copresidente no ejecutivo en 2002, pero que permanece en el tablero, también ha sido Director de Pacific Energy Partners.
En mayo de 2001 durante la administración del presidente George W. Bush se confirmó el derecho a Anschutz para perforar un pozo exploratorio de petróleo en el sorteo Weatherman, en el centro-sur de Montana donde las tribus nativas norteamericanas querían preservar sagradas pinturas rupestres. Los grupos ecologistas, conservacionistas y diez tribus nativas americanas había apelado la decisión sin éxito en abril de 2002 Anschutz Exploration Corporation abandonó sus planes de perforar en busca de petróleo en la zona ellos donaron sus contratos de arrendamiento de los derechos de petróleo y gas a la National Trust for Historic Preservation que se ha comprometido a dejar que los contratos de arrendamiento vencen y el Bureau of Land Management dijo que no tenía planes para permitir contratos de arrendamiento más allá y consideraría retirada formal de la 4.268 acres (17 km ²) Sitio de arrendamiento mineral en su plan de gestión de 2004. En reconocimiento por sus esfuerzos de conservación, The National Trust for Historic Preservation presentó su Premio del Presidente a la Anschutz Exploration Corp.

## Anschutz Entertainment Group
Anschutz Entertainment Group (AEG) es una subsidiaria de la Corporación Anschutz promotara de entretenimiento deportivo y presentador de música, es el mayor propietario del mundo de equipos y eventos deportivos, dueño de los deportes más rentables del mundo.